# Damsterdiep (schip, 1926)
De Damsterdiep uit 1926 is een binnenschip van het type luxe motorschip. Het schip is als Varend monument opgenomen in het Register Varend Erfgoed Nederland. Het heeft daarin een A-status en registratienummer 952.

## Het schip
Bij de bouw kreeg het schip twee ijzeren zwaarden, die dienden voor de navigatie op de kleine kanalen. De lieren stonden in de stuurhut. In 1954 werden de gangboorden met 12 centimeter verhoogd, ouderwets in klinkwerk. Deze kalffdekken gaven het schip goedkoop meer laadvermogen. Bij de aanschaf in 1995 vonden de nieuwe eigenaren een brievenbus in een deur van de stuurhut gezaagd. Al het houtwerk en de luiken waren slecht, met de roest viel het wel mee. Buiten werd al het houtwerk van de stuurhut en de kozijnen vernieuwd, maar wel net zoals het geweest was. Ze woonden eerst in de salonroef maar in het ruim is een geriefelijke woning getimmerd, voorzien van cv en alle moderne voorzieningen.

## De motor
Het vermogen van de motor is in verhouding tot het schip laag, achteruit is er nog minder. Dus moest een andere manier van varen worden geleerd en blijft het goed opletten.
Volgens de stamkaart van de motor is in 1942 een overmaat zuiger geplaatst. In 1998 moesten krukpen- en zuigerpenlager worden vervangen. Onderdelen van dergelijke oude motoren zijn niet meer te krijgen, dus moesten ze nieuw worden gemaakt. Pakkingen kan je zelf maken en de filters zijn schoon te spoelen. Na 250 uur is de olie vervuild en te veel verdund met gasolie. Voor de motor wordt tegenwoordig een licht gedoopte olie, multi-grade 15W40, gebruikt. Bij goed afstellen van het cilindersmeerkastje is het smeerolieverbruik laag. 
Ook in het buitenland wordt op blanke gasolie gevaren. Het prijsverschil met rode gasolie is maar een paar dubbeltjes en de Brons gebruikt slechts drie liter per uur. Met een lederen band tussen de aandrijving en de compressor kan zo een druk van 20 atmosfeer worden opgebouwd om te starten. 

## De eigenaren
Eerste schipper Harm Bakker voer vooral in Noord-Nederland en bracht regelmatig cellulose van Delfzijl naar de papierfabriek in Apeldoorn. Hij is in 1964 overleden. Van de volgende eigenaren is bekend dat die voor hun plezier voeren, zoals Geert van Dijk, een brugwachter in Leeuwarden of Watze de Vries uit Sneek, die het schip  vooral voor de kant had liggen en in de salonroef woonde. De nieuwe eigenaren kwamen van een ijzeren Noordzeebotter en werkten als werktuigbouwkundige en op een advocatenkantoor. Ze konden stoppen met werken en wilden reizen. Ze varen niet meer geladen, maar toch zo’n 300 tot 500 uur per jaar. Al een paar keer naar België en Frankrijk en ook naar Berlijn.

## Externe links

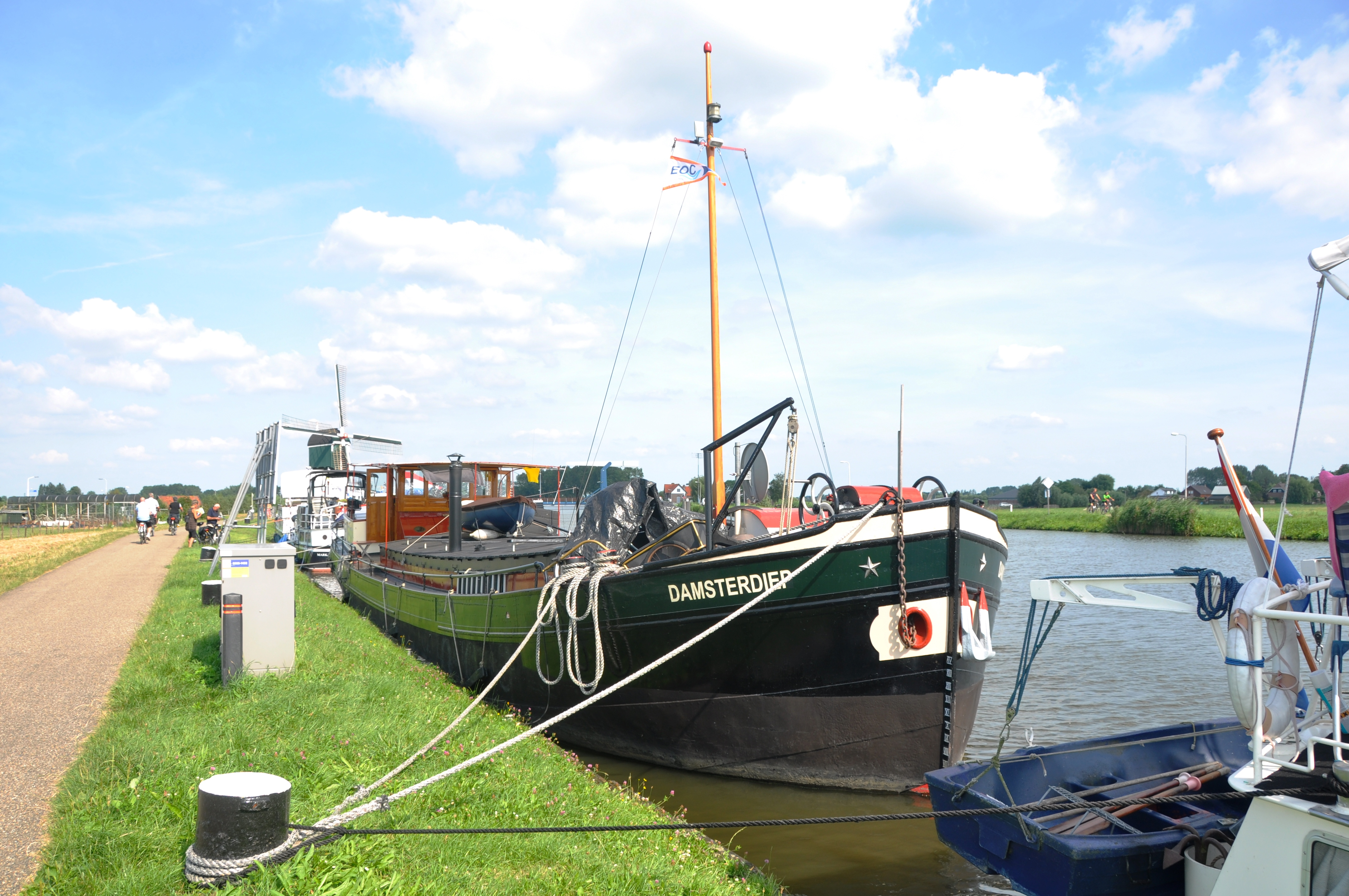
Op het Merwedekanaal in Meerkerk
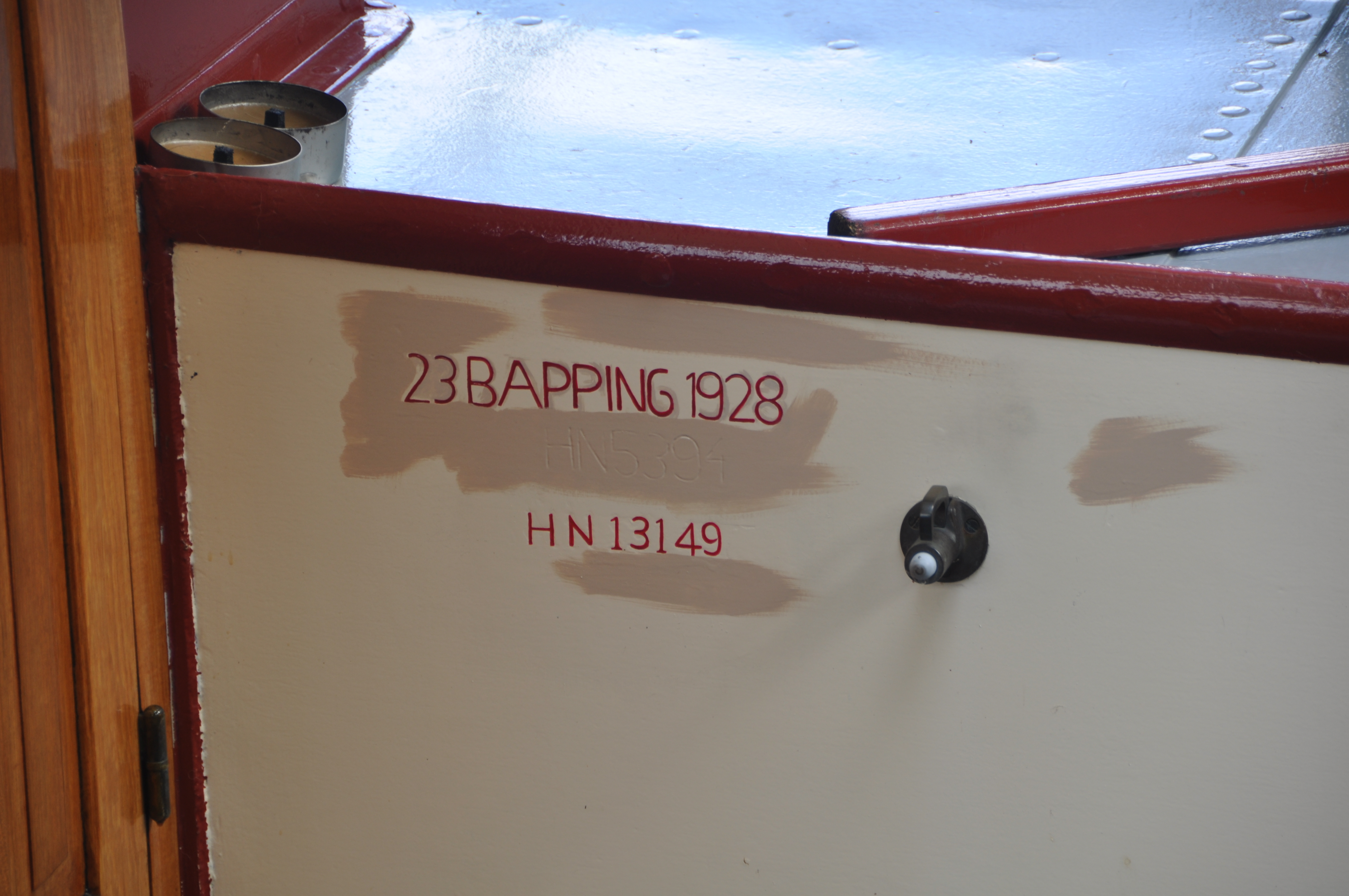
Het brandmerk
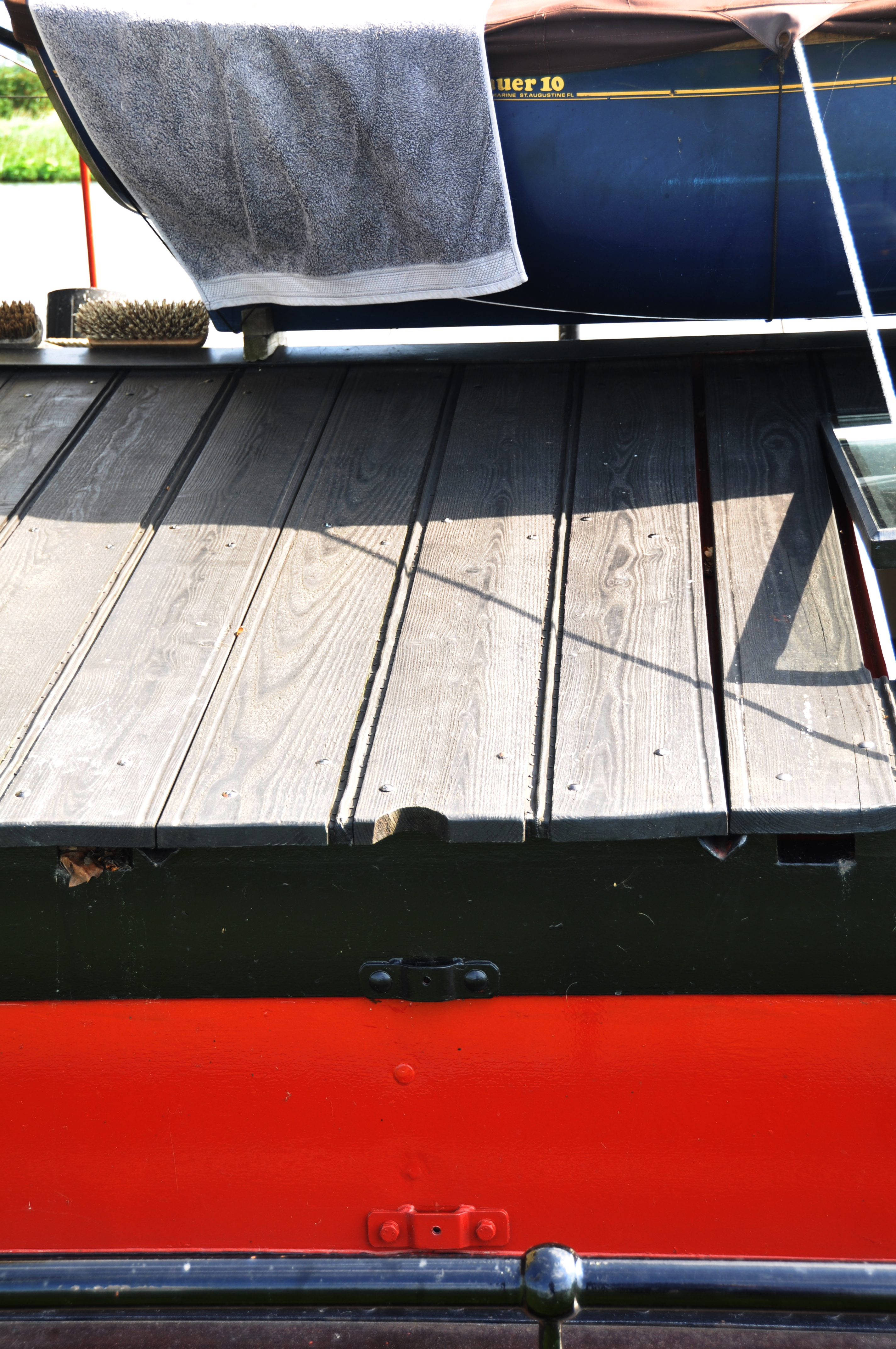
De luiken met originele presennings
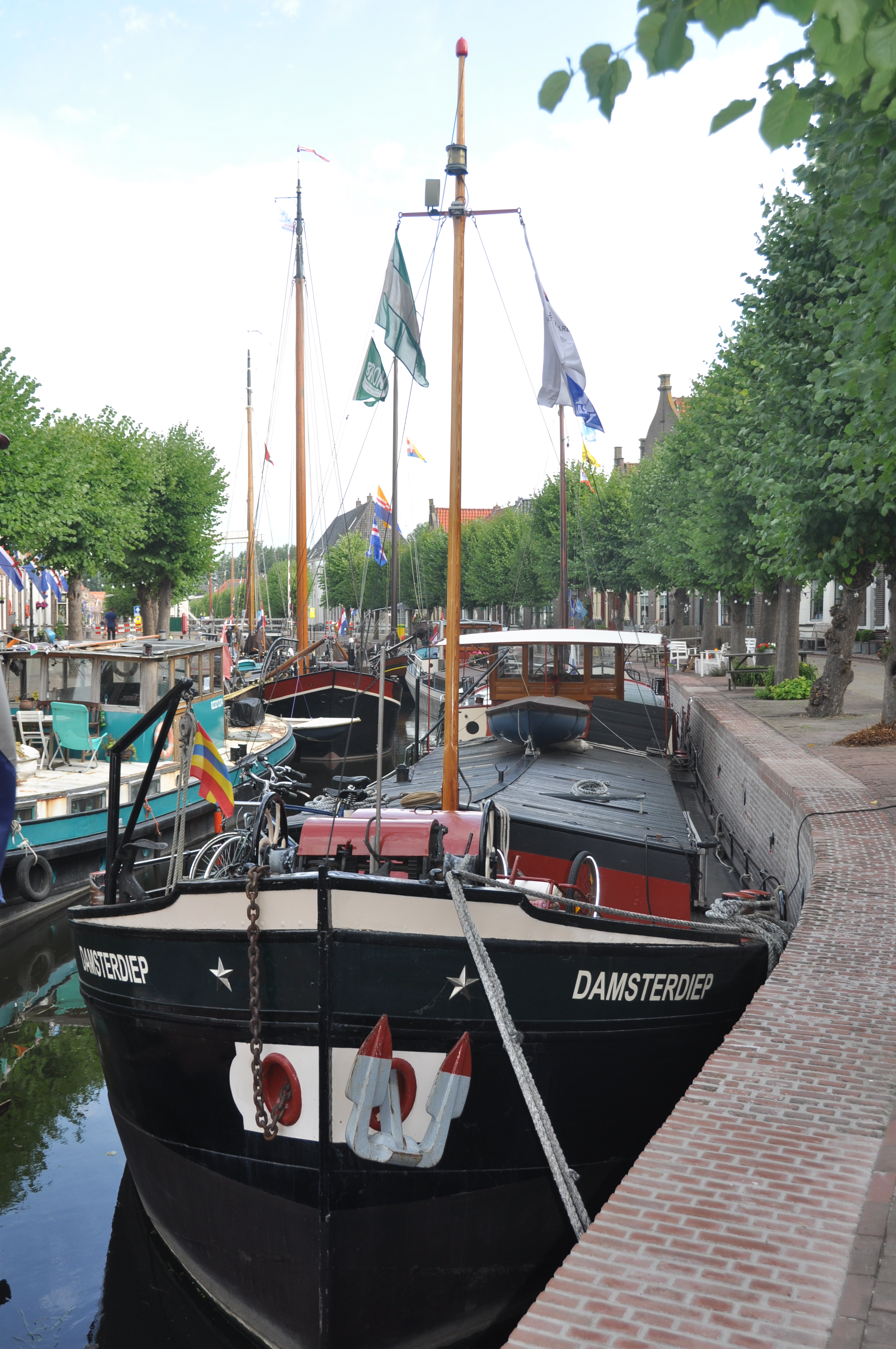
Voor de wal bij Hassailt 2017

## Liggers Scheepmetingsdienst[4]
| Meetnummer | District en volgnr. | Meetdatum        | Meetplaats | Lengte [m] | Breedte [m] | Inzinking [m] | Waterverplaatsing [ton] | Naam      | Eigenaar  | Domicilie |
| ---------- | ------------------- | ---------------- | ---------- | ---------- | ----------- | ------------- | ----------------------- | --------- | --------- | --------- |
| Mp782N     | Meppel              | 18 augustus 1933 | Meppel     | 25,00      | 4,73        | –             | 75,850                  | EXCELSIOR | H. Bakker | Loppersum |
| G2189N     | Groningen           | 2 maart 1926     | Groningen  | 25,04      | 4,71        | –             | 77,058                  | EXCELSIOR | H. Bakker | Loppersum |
| G8717N     | Groningen           | 3 juli 1954      | Wirdum     | 25,03      | 4,74        | 1,49          | 88,752                  | EXCELSIOR | H. Bakker | Loppersum |